# Philip Langstaffe Ord Guy
Philip Langstaffe Ord Guy (* 23. Januar 1885; † 7. Dezember 1952 in Jerusalem) war ein britischer Offizier und Archäologe.

## Leben
Philip Guy wurde 1885 in Schottland als Sohn von Robert und Lucy Guy geboren. Er wuchs in Pollockshaws (Renfrewshire), heute ein Vorort von Glasgow, auf. Nach dem Besuch der Charterhouse School studierte Guy Latein und Griechisch am Merton College der Universität Oxford (1903–06) und Jura an der Universität Glasgow (1906–09). In beiden Studien blieben er jedoch ohne Abschluss. Im Ersten Weltkrieg diente er in der französischen und der britischen Armee. Er nahm an Ausgrabungen in Karkemisch und Tell el-Amarna teil.
Bereits 1922 wurde er zum Chief Inspector der Antikenabteilung in der Mandatsregierung für Palästina ernannt. Während dieser Zeit ergrub er einen eisenzeitlichen Friedhof am Karmel. Seine Hochzeit 1925 mit Jemima Ben-Jehuda, der Tochter des berühmten hebräischen Lexikographen Eliezer Ben-Jehuda brachte ihn auch familiär in die Nähe zionistischer Kreise. Offenbar spielte diese Tatsache eine Rolle bei der Besetzung der Nachfolge John Garstangs als Leiter der British School of Archaeology in Jerusalem, für die Guy ein idealer Kandidat gewesen wäre. Offenbar zog er jedoch seine Kandidatur aufgrund politischer Widerstände zurück. Stattdessen wurde er 1927 bis 1935 Direktor der Ausgrabungen in Megiddo, die vom Oriental Institute der University of Chicago durchgeführt wurden. Auf seine Initiative gehen erste Versuche von Luftaufnahmen mit einer elektrisch gesteuerten Kamera zurück. Einflussreich bis in die Gegenwart war seine Zuordnung einiger Gebäudestrukturen in die Zeit Salomos, insbesondere die Identifizierung der so genannten „Pferdeställe Salomos“ aufgrund von 1 Kön 9,15-22 , wenngleich diese Thesen bereits frühzeitig Kritik erfuhren und heute nahezu einhellig als widerlegt gelten, da sie in die Zeit der Omriden oder noch später zu datieren sind. Der Direktor des Chicago Oriental Institute, James H. Breasted, entließ Guy jedoch 1934 aufgrund verschiedener Probleme, u. a. weil ihm der Fortgang der Ausgrabungen nicht schnell genug voranschritt. Eine negative Folge war jedoch, dass Guy seine Publikationen nur teilweise abschloss und die Grabungsergebnisse zu Stratum VI erst ca. 70 Jahre später publiziert wurden.
Im Jahr 1935 wurde Guy schließlich zum Direktor der British School of Archaeology in Jerusalem ernannt. Während dieser Zeit begann er mit einem archäologischen Survey des Landes, initiierte eine Rettungsgrabung auf Tell Qudadi und untersuchte die antiken Dämme bei Mamschit (Kurnub). Die Feldarbeit wurde jedoch durch den Arabischen Aufstand empfindlich gestört. So wurde z. B. der britische Archäologe James Leslie Starkey 1938 von arabischen Aufständischen erschossen. Unter diesen Umständen blieb die finanzielle Unterstützung für Unternehmungen schmal. In seiner archäologischen Arbeit behindert, versuchte sich Guy als Korrespondent für britische Zeitungen und betätigte sich auch politisch.
Mit Beginn des Zweiten Weltkrieges endete Guys Tätigkeit als Direktor der British School und er schloss sich erneut den britischen Streitkräften an. Dabei diente er u. a. als Militärgouverneur von Bengasi und Asmara. Er beendete seine militärische Laufbahn als Lieutenant Colonel. 1947 schloss er sich wieder der Antikenabteilung an und verblieb auch nach dem Ende der britischen Mandatsregierung 1948 in Israel. Er gehörte zu den Gründungsmitgliedern des am 26. Juli 1948 ins Leben gerufenen Israel Department of Antiquities and Museums unter der Leitung Shmuel Yeivins. Weitere Ausgrabungen führten ihn u. a. nach Jaffa, Bet Jerach und Ajjelet ha-Schachar. Außerdem gehörte er zum Herausgeberkreis des Israel Exploration Journal.
Guy starb 67-jährig nach kurzer Krankheit in Jerusalem. Er liegt auf dem Alliance Church International Cemetery in der Emek Repha'im in Jerusalem begraben.

## Veröffentlichungen (Auswahl)
- New Light from Armageddon. Second Provisional Report (1927-29) on the Excavations at Megiddo in Palestine (= Chicago Institute Communications 9). Chicago 1931.
- Megiddo Tombs (= Chicago Oriental Institute Publications 33). Chicago 1938.